# 萨勒 (上比利牛斯省)
萨勒（法語：Salles，法語發音：[sal] ⓘ）是法国上比利牛斯省的一个市镇，属于阿热莱斯加佐斯特区。

## 地理
萨勒（43°1'41"N, 0°7'13"W）面积27.48 平方千米，位于法国奧克西塔尼大區上比利牛斯省，该省份为法国西南部内陆省份，北至热尔省，西接大西洋比利牛斯省，南与西班牙接壤，东临上加龙省。
与萨勒接壤的市镇（或旧市镇、城区）包括：圣佩德比戈尔、阿松、阿尔西藏代叙、拉沃当地区阿拉斯、欧坎、费里耶尔、加亚戈斯、热兹、乌祖、塞居斯、拉沃当地区塞尔。

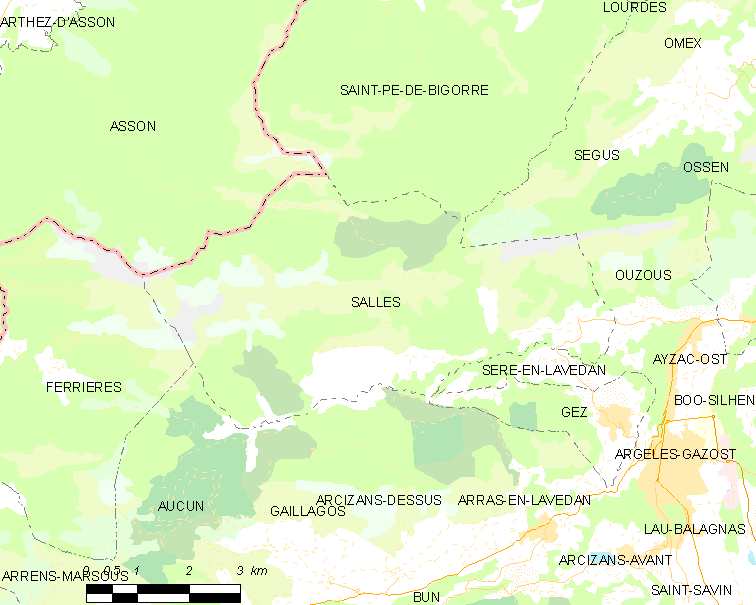
的OSM定位图

萨勒的时区为UTC+01:00、UTC+02:00（夏令时）。

## 行政
萨勒的邮政编码为65400，INSEE市镇编码为65400。

## 政治
萨勒所属的省级选区为激流谷县。

## 人口

1962-2008年间人口变化图示

萨勒于2022年1月1日时的人口数量为248人。